# بندر آنتورپ
بندر آنتورپ (به انگلیسی: Port of Antwerp) در فلاندر، بلژیک یک بندر است که برای کشتی‌های کیپ‌سایز ساخته شده است.  بندر آنتورپ از بزرگ‌ترین بندرهای جهان به‌شمار می‌آید. بندر آنتورپ دومین بندر بزرگ اروپا و یکی از مراکز مهم ترابری و تجارت در این قاره محسوب می‌شود. این بندر همچنین بزرگ‌ترین مجموعه یکپارچه پتروشیمی اروپا را در خود جای داده‌است.این بندر در انتهای بالایی رودخانه اسخلده قرار دارد. در پای‌رود حدود بیش از ۱۰۰٬۰۰۰ شناور تردد می‌کند. همچون بندر هامبورگ موقعیت داخلی این بندر نسبت به بندرهای دریای شمال از اهمیت بیشتری در اروپا برخوردار است. اسکله‌های آنتورپ به وسیله خطوط راه‌آهن، جاده، و رودخانه‌ها و آبراهه به داخل کشور متصل می‌شوند. در نتیجه این بندر یکی از بندرهای اصلی و کلیدی برای تجارت در اروپا می‌باشد. در سال ۲۰۱۲ میلادی بندر آنتورپ به ۱۴٬۲۲۰ کشتی تجاری (۱۹۰٫۸ میلیون تن بار) خدمات دهی کرده است.

## تاریخچه
این بندر برای نخستین بار در سال ۱۸۱۱ میلادی به دستور ناپلئون بناپارت ساخته شد. در ابتدا به اسکله بناپارت شناخته می‌شد تا در سال ۱۸۱۳ میلادی به نام پادشاه هلندی ویلم تغییر نام پیدا کرد. هنگامی که انقلاب بلژیکی در سال ۱۸۳۰ آغاز شد ترس درستی وجود داشت که باعث شد هلندی‌ها این بندر را مسدود سازند. خوشبختانه بلژیکی‌ها دوستی در بریتانیا به نام هنری جان تمپل داشتند که معتقد بود وجود بلژیک برای بریتانیا سودمند است و در نتیجه مهم بود که اطمینان حاصل شود که دولت تازه متولد شده از لحاظ اقتصادی قابل اعتماد است. با حمایت وی دولت بلژیک توانست بندر هلندی را در سال ۱۸۶۳ رها سازد. در آن زمان بارانداز کاتندیک در سال ۱۸۶۰ تکمیل شد و تمام مراحل خطوط راه‌آهن به منطقه رور در سال ۱۸۷۹ به پایان رسید. آنتورپ دومین دوره طلایی خود را تجربه کرد و تا سال ۱۹۰۸ هشت اسکله ساخته شد.

## روابط اقتصادی با ایران

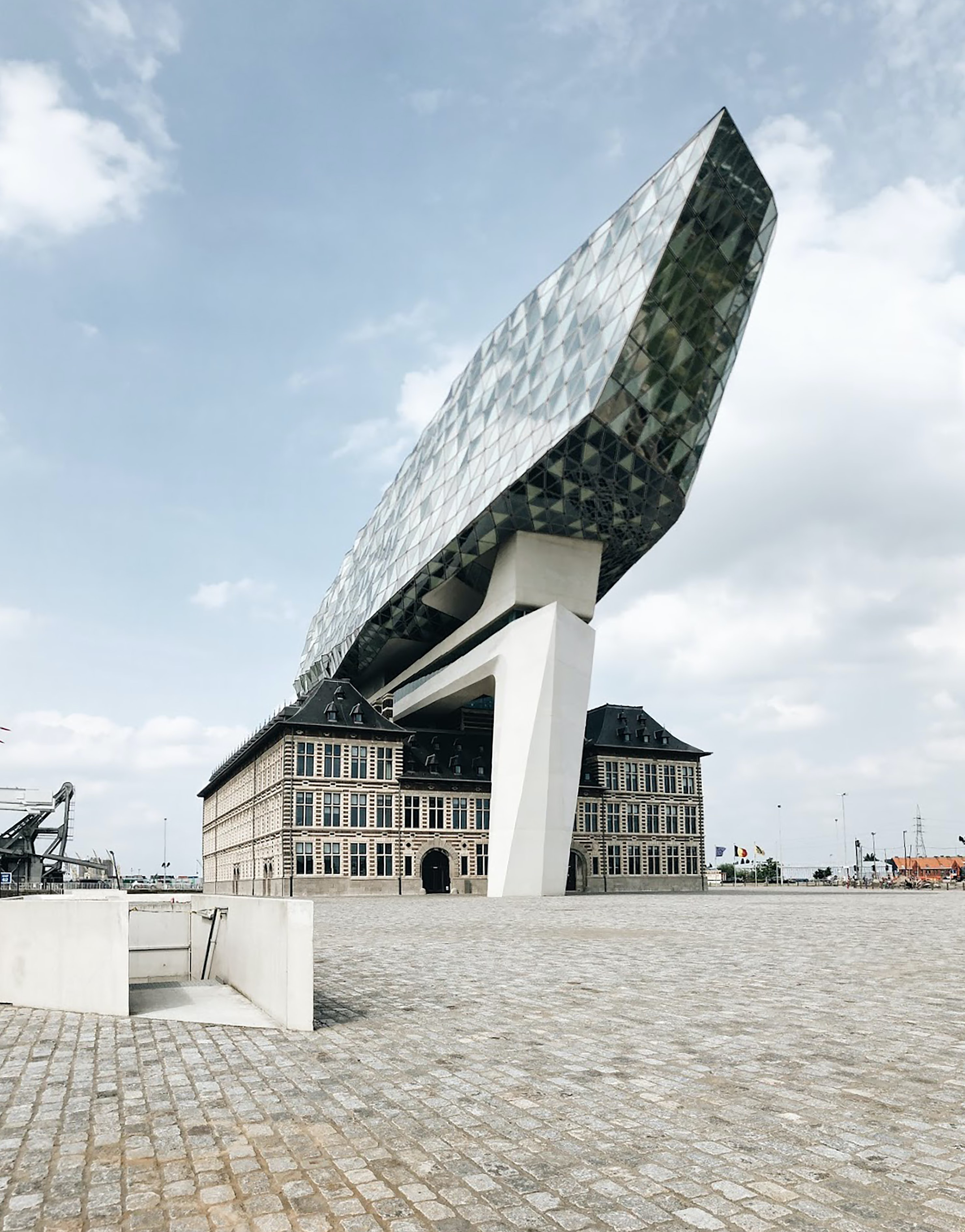
دفتر مرکزی بندر آنتورپ که به شکل کشتی طراحی شده - معمار زاها حدید

تا سال ۲۰۱۰ و پیش از اعمال تحریم‌های بین‌المللی علیه ایران، آنتورپ مهم‌ترین مقصد کشتی‌های تجاری ایران در اروپا محسوب می‌شد. با توجه به حجم بالا و فزاینده محموله‌های کانتینری و محصولات پتروشیمی ایران، این کشور پتانسیل بزرگی برای بندری نظیر آنتورپ فراهم می‌کند. بعد از مذاکرات هسته‌ای و در پی رفع تحریم‌های بین‌المللی، هیئت نمایندگی از سوی این بندر، در اکتبر ۲۰۱۵ به ایران سفر کرد. در همین راستا مقامات جمهوری اسلامی ایران اعلام کردند که در آینده‌ای نزدیک خدمات کانتینری مستقیم میان خلیج فارس و اروپا را از سر خواهند گرفت.

## نگارخانه

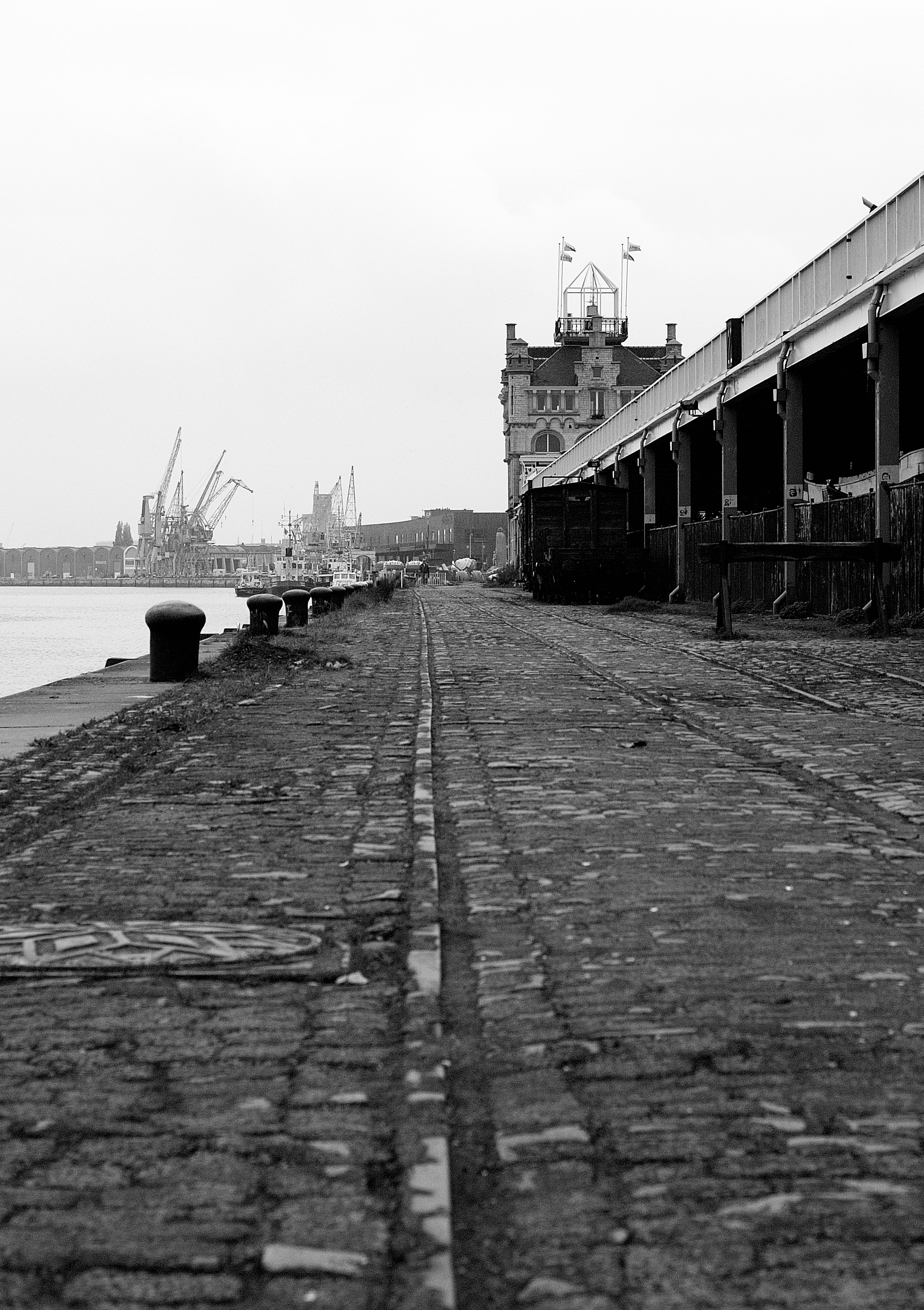
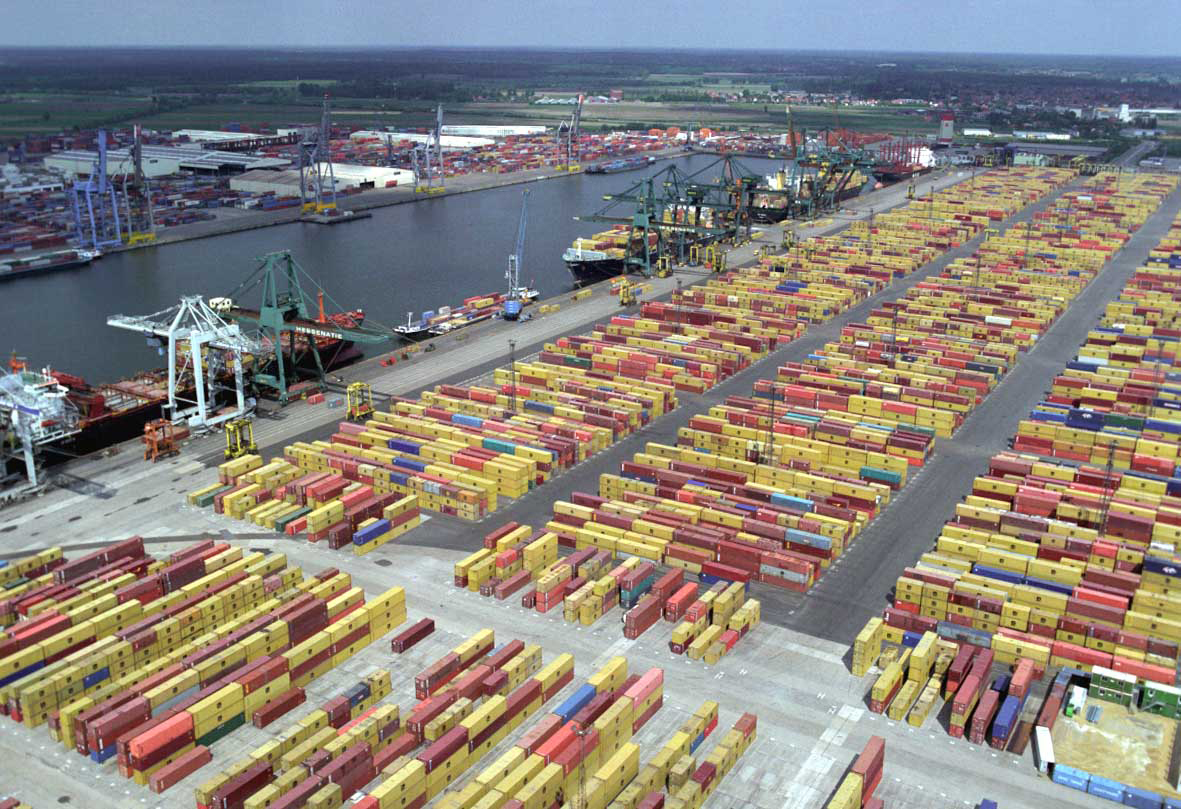
پایانه کانتینری ام‌اس‌سی
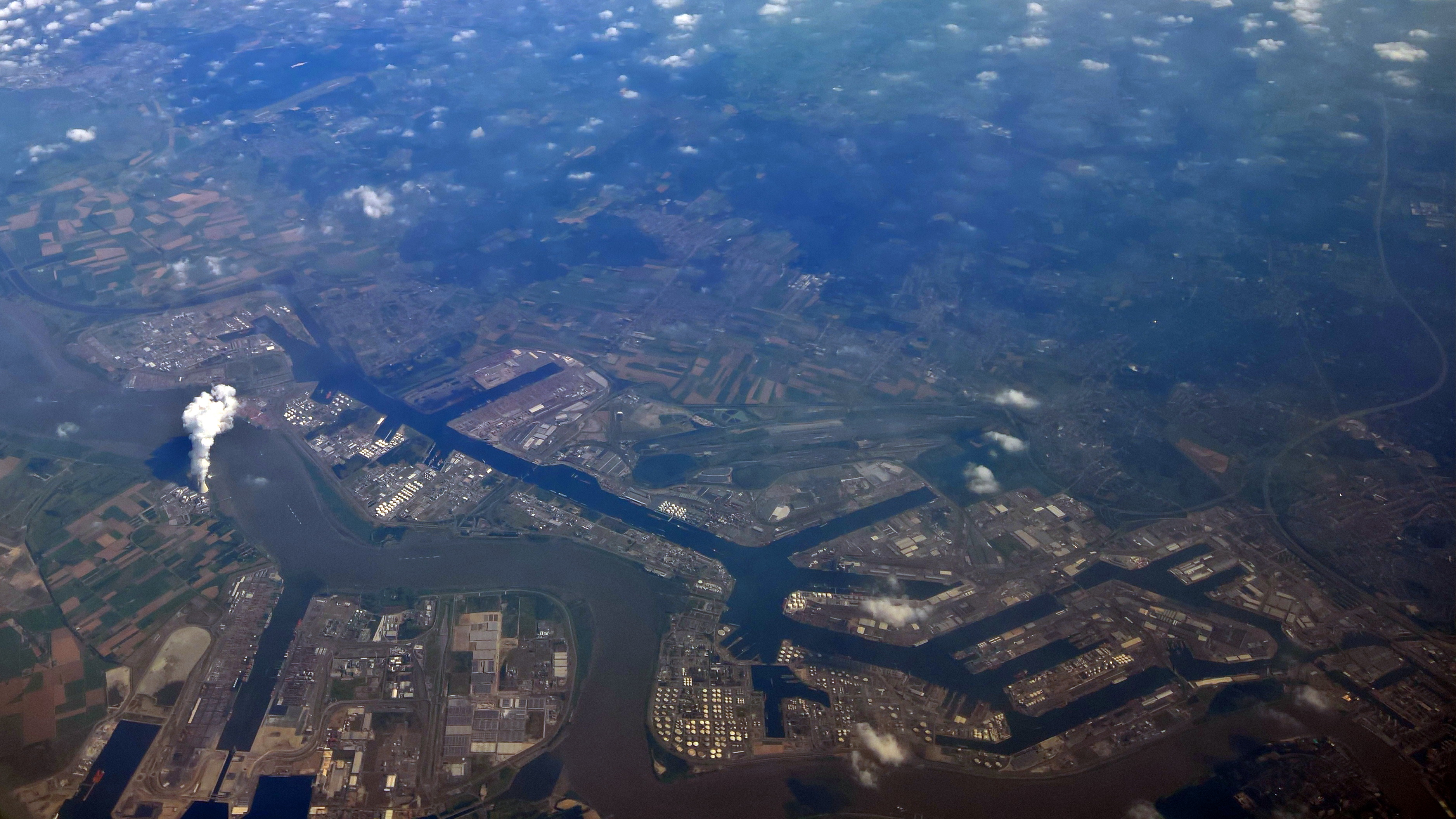
بندر آنتورپ از بالا
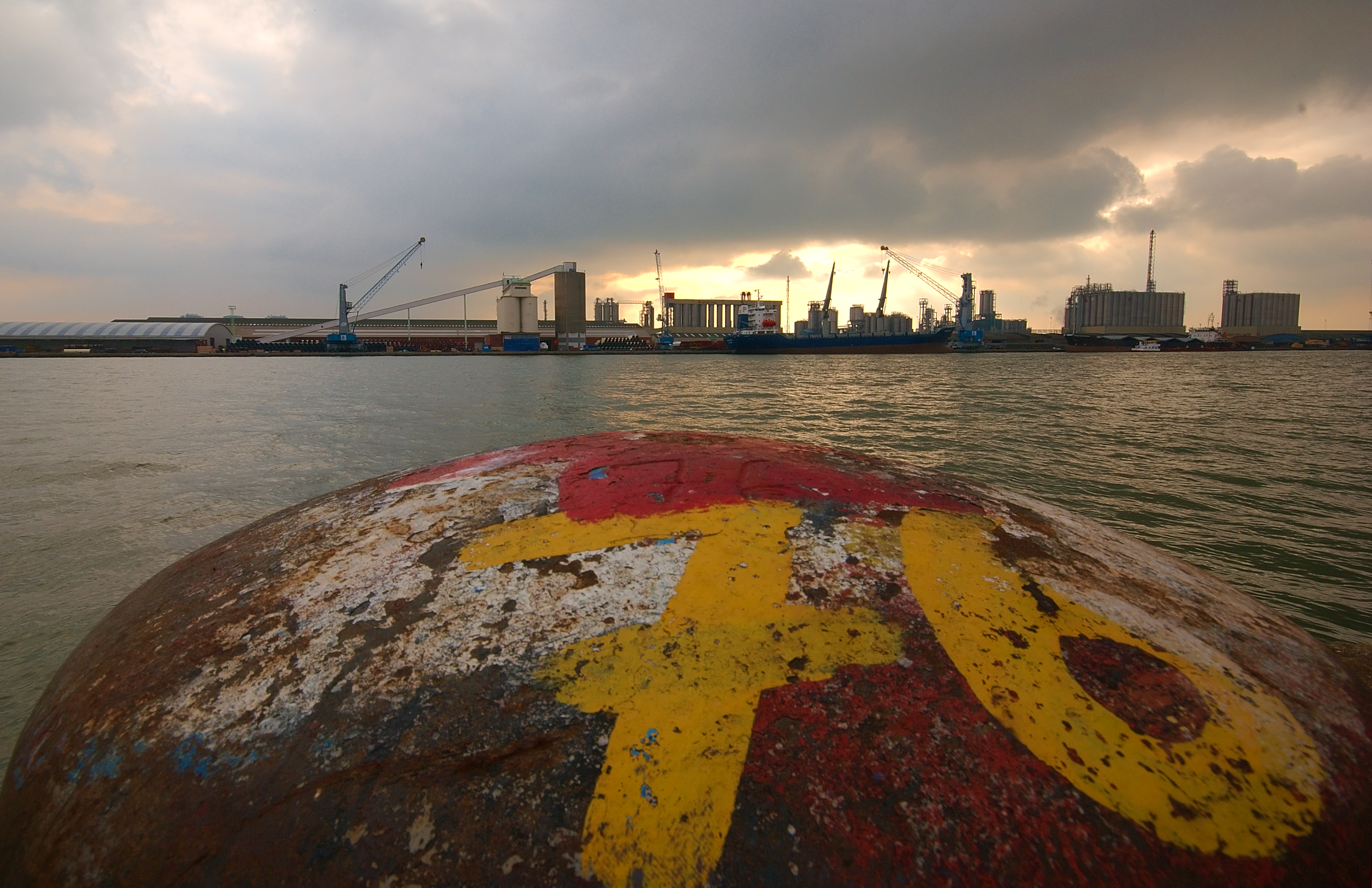
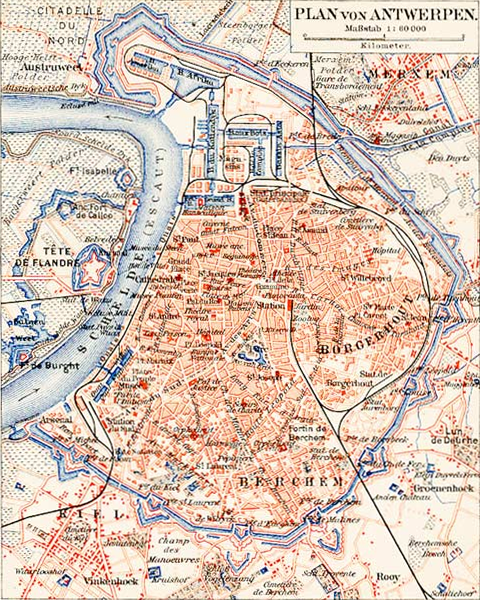
نقشه بندر در سال ۱۸۹۷ میلادی